# ATC код C03
В класифікацію АТС під кодом C позначено засоби для лікування захворювань серцево-судинної системи.
В свою чергу, до засобів для лікування захворювань серцево-судинної системи під кодом С 03 входять наступні сечогінні препарати:
C 03 A Сечогінні препарати з помірно вираженою активністю, група тіазидів
- C 03 AA - Тіазидні діуретики
  - C 03 AA 01 –
  - C 03 AA 02 –
  - C 03 AA 03 – Гідрохлоротіазид
  - C 03 AA 04 –
  - C 03 AA 05 –
  - C 03 AA 06 –
  - C 03 AA 07 –
  - C 03 AA 08 –
  - C 03 AA 09 –
- C 03 AB - Тіазидні діуретики в комбінації з калієм
  - C 03 AB 01 –
  - C 03 AB 02 –
  - C 03 AB 03 – Гідрохлоротіазид в комбінації з калієм
  - C 03 AB 04 –
  - C 03 AB 05 –
  - C 03 AB 06 –
  - C 03 AB 07 –
  - C 03 AB 08 –
  - C 03 AB 09 –

- C 03 AH - Тіазидні діуретики в комбінації з псилептиками та/або анальгетиками
  - C 03 AH 01 –
  - C 03 AH 02 –

- C 03 AX - Тіазидні діуретики в комбінації з іншими ліками
  - C 03 AX 01 –

- C 03 BA
  - C 03 BA 01 –
  - C 03 BA 02 –
  - C 03 BA 03 – Клопамід
  - C 03 BA 04 – Хлорталідон
  - C 03 BA 05 –
  - C 03 BA 06 –
  - C 03 BA 07 –
  - C 03 BA 08 –
  - C 03 BA 09 –
  - C 03 BA 10 – Ксіпамід
  - C 03 BA 11 – Індапамід
  - C 03 BA 12 –
  - C 03 BA 13 -

C 03 C Високоактивні діуретики
- C 03 CA - Прості препараты сульфамідів
  - C 03 CA 01 – Фуросемід
  - C 03 CA 02 –
  - C 03 CA 03 –
  - C 03 CA 04 – Торасемід
- C 03 CB -
- C 03 CC - 
  - C 03 CC 01 - Етакринова кислота
  - C 03 CC 02 -

C 03 D Калійзберігаючі діуретики
- C 03 DA Антагоністи альдостерона
  - C 03 DA 01 – Спіронолактон
  - C 03 DA 02 –
  - C 03 DA 03 –
  - C 03 DA 04 – Еплеренон
- C 03 DB Інші калійзберігаючі агенти
  - C 03 DB 01 – Амілорид
  - C 03 DB 02 – Тріамтерен

C 03 E Комбінації діуретинів, включаючи калійзберігаючі препарати